# 小川直毅
小川 直毅（おがわ なおき、1995年7月3日 - ）は、兵庫県川西市出身のサッカー選手。ポジションはフォワード、ミッドフィールダー。

## 来歴
兵庫県猪名川町にある日生中央サッカークラブでサッカーを始め、中学校時代からガンバ大阪の下部組織に所属。2011年にユースへ昇格し、スピードあふれるサイドアタッカーとして活躍。高校3年の2013年には初めて年代別代表に選出され、2月にはFUJI XEROX SUPER CUPの前座試合「NEXT GENERATION MATCH」にU-18Jリーグ選抜として選出された。同年4月、トップチームに2種登録選手として登録。
2014年より、ガンバ大阪のトップチームへ昇格（同期昇格は内田裕斗）。同年2月、J3に参戦するJリーグ・アンダー22選抜に選手登録された。3月19日のナビスコカップ神戸戦でガンバでの公式戦デビューを果たすと、4月16日のナビスコカップ鳥栖戦で公式戦初得点を決めた。
2015年、藤枝MYFCへ期限付き移籍。5月12日、第12節のFC町田ゼルビア戦でJリーグ初得点を記録。
2016年、ガンバ大阪に復帰。5月8日、ガンバ大阪U-23として挑んだJ3第8節の藤枝MYFC戦で古巣相手に2得点を決める。シーズン終了後、ガンバ大阪を契約満了に伴い退団し、FCティアモ枚方へ移籍した。
その後は海を渡りオーストラリアでプレー後、現在は地元兵庫県川西市で社会人サッカークラブFC SONHO 川西を立ち上げ、オーナー兼選手として活躍中。

## 所属クラブ
ユース経歴
- 2002年 - 2007年 日生中央サッカークラブ
- 2008年 - 2010年 ガンバ大阪ジュニアユース
- 2011年 - 2013年 ガンバ大阪ユース（追手門学院高等学校）
  - 2013年 ガンバ大阪（2種登録選手）

シニア経歴
- 2014年 - 2016年  ガンバ大阪
  - 2014年  Jリーグ・アンダー22選抜
  - 2015年  藤枝MYFC（期限付き移籍）
- 2017年 -  FCティアモ枚方

## 個人成績
| 国内大会個人成績 | 国内大会個人成績 | 国内大会個人成績 | 国内大会個人成績 | 国内大会個人成績                       | 国内大会個人成績 | 国内大会個人成績 | 国内大会個人成績 | 国内大会個人成績 | 国内大会個人成績 | 国内大会個人成績 | 国内大会個人成績 |
| 年度             | クラブ           | 背番号           | リーグ           | リーグ戦                               | リーグ戦         | リーグ杯         | リーグ杯         | オープン杯       | オープン杯       | 期間通算         | 期間通算         |
| 年度             | クラブ           | 背番号           | リーグ           | 出場                                   | 得点             | 出場             | 得点             | 出場             | 得点             | 出場             | 得点             |
| 日本             | 日本             | 日本             | 日本             | リーグ戦                               | リーグ戦         | リーグ杯         | リーグ杯         | 天皇杯           | 天皇杯           | 期間通算         | 期間通算         |
| ---------------- | ---------------- | ---------------- | ---------------- | -------------------------------------- | ---------------- | ---------------- | ---------------- | ---------------- | ---------------- | ---------------- | ---------------- |
| 2014             | G大阪            | 24               | J1               | 0                                      | 0                | 3                | 1                | 0                | 0                | 3                | 1                |
| 2015             | 藤枝             | 14               | J3               | 19                                     | 2                | -                | -                | 0                | 0                | 19               | 2                |
| 2016             | G大阪            | 24               | J1               | 0                                      | 0                | 0                | 0                | 0                | 0                | 0                | 0                |
| 2017             | 枚方             | 6                | 関西1部          |                                        |                  | -                | -                |                  |                  |                  |                  |
| 通算             | 日本             | 日本             | J1               | 0                                      | 0                | 3                | 1                | 0                | 0                | 3                | 1                |
| 通算             | 日本             | 日本             | J3               | 19                                     | 2                | -                | -                | 0                | 0                | 19               | 2                |
| 通算             | 日本             | 日本             | 関西1部          | \|\|\|\|colspan="2"\|-\|\|\|\|\|\|\|\| |                  |                  |                  |                  |                  |                  |                  |
| 総通算           | 総通算           | 総通算           | 総通算           | 19                                     | 2                | 3                | 1                | 0                | 0                | 22               | 3                |

| 2014   | J-22   | -      | J3     | 9  | 0 | 9  | 0 |
| 2016   | G大23  | 24     | J3     | 24 | 3 | 24 | 3 |
| 通算   | 日本   | 日本   | J3     | 33 | 3 | 33 | 3 |
| 総通算 | 総通算 | 総通算 | 総通算 | 33 | 3 | 33 | 3 |

| 国際大会個人成績 | 国際大会個人成績 | 国際大会個人成績 | 国際大会個人成績 | 国際大会個人成績 |
| 年度             | クラブ           | 背番号           | 出場             | 得点             |
| AFC              | AFC              | AFC              | ACL              | ACL              |
| ---------------- | ---------------- | ---------------- | ---------------- | ---------------- |
| 2016             | G大阪            | 24               | 0                | 0                |
| 通算             | AFC              | AFC              | 0                | 0                |

- Jリーグ初出場 - 2014年3月16日 J3第2節 vs藤枝MYFC（藤枝総合運動公園サッカー場）
- 公式戦初得点 - 2014年4月16日 ナビスコ杯予選リーグ第3節 vsサガン鳥栖（ベストアメニティスタジアム）
- Jリーグ初得点 - 2015年5月17日 J3第12節 vsFC町田ゼルビア（藤枝総合運動公園サッカー場）

## タイトル

### クラブ
ガンバ大阪ジュニアユース
- JFAプレミアカップ：1回（2009年）
- 関西サッカーリーグ (U-15)サンライズリーグ：1回（2010年）

ガンバ大阪ユース
- 高円宮杯U-18サッカーリーグ プリンスリーグ関西1部：1回（2012年）

ガンバ大阪
- Jリーグ ディビジョン1：1回（2014年）
- ナビスコカップ：1回（2014年）
- 天皇杯：1回（2014年）

藤枝MYFC
- スルガカップ争奪静岡県サッカー選手権大会：1回（2015年）

### 代表
U-19日本代表
- AFF U-19ユース選手権：1回（2014年）

## 代表歴
- U-18 Jリーグ選抜
  - NEXT GENERATION MATCH（2013年）
- U-18日本代表
  - 2013年 - AFC U-19選手権2014 (予選)
- U-19日本代表